# Feltyho syndrom
Feltyho syndrom je zvláštní varianta systémového onemocnění revmatoidní artritidy. K typickým příznakům revmatoidní artritidy se u Feltyho syndromu přidává neutropenie (nízký obsah neutrofilních granulocytů v krvi) a splenomegalie (nadměrné zvětšení sleziny). Feltyho syndrom je častější u mladších žen trpících revmatoidní artritidou.